# Vandalia Films
La Vandalia Films è una casa di produzione cinematografica e televisiva statunitense.

## Storia
Fondata nel dicembre del 2006 dall'attrice Jennifer Garner, il 15 luglio 2009, Jennifer Garner firma un contratto con la ABC riguardante la realizzazione di alcuni progetti con la propria casa produttrice, e nel 2011 collabora con la Disney ad una nuova sceneggiatura incentrata sul celebre personaggio di Agatha Christie, Miss Marple, che vedrebbe proprio Jennifer Garner come protagonista.
Il primo film prodotto da Vandalia Films è stato Butter, distribuito esclusivamente negli Stati Uniti prima nel 2012, prima su internet e poi nei cinema.
Nel 2014 il canale statunitense via cavo Bravo annuncia ufficialmente che Vandalia Films produrrà una nuova serie televisiva, una commedia drammatica e dai risvolti misteriosi, intitolata All The Pretty Faces, scritta da J. Mills Goodloe. 
Nel 2015 la Fox acquista i diritti di Half Full, sit-com co-prodotta da Vandalia Film e Warner Bros. e scritta dall'attore e sceneggiatore Matthew Nicklaw (anche co-produttore esecutivo della serie insieme a Jennifer Garner e Juliana Janes).

## Produzioni

### Film
- Butter, regia di Jim Field Smith (2011)

### Serie TV
- All The Pretty Faces (2014)
- Half Full (2015)